# Ceraphron gallicola
Ceraphron gallicola är en stekelart som beskrevs av Jean-Jacques Kieffer 1907. Ceraphron gallicola ingår i släktet Ceraphron och familjen pysslingsteklar. Inga underarter finns listade i Catalogue of Life.